# Володимирівка (Вінницький район)
Володи́мирівка (раніше с. Олександрівка) — село в Україні, у Іллінецькій міській територіальній громаді Вінницького району Вінницької області.

## Географія
У селі бере початок річка Жидь, права притока Роськи. В околицях села знаходиться ботанічний заказник місцевого значення Чагарник.

## Історія
Станом на 1885 рік у колишньому власницькому селі Росошанської волості Липовецького повіту Київської губернії мешкала 492 особи, налічувалось 66 дворових господарств, існували православна церква, школа та постоялий будинок.
12 червня 2020 року, відповідно до розпорядження Кабінету Міністрів України № 707-р «Про визначення адміністративних центрів та затвердження територій територіальних громад Вінницької області» село увійшло до складу Іллінецької міської громади.
19 липня 2020 року, в результаті адміністративно-територіальної реформи та ліквідації Іллінецького району, село увійшло до складу Вінницького району.

## Символіка
Затверджена 18 липня 2018 р. рішенням № 646 XXXIV сесії міської ради VIII скликання. Автори — В. М. Напиткін, К. М. Богатов, І. І. Ребар.

### Герб
У золотому щиті зелене перекинуте вістря, супроводжуване по сторонам двома чорними ралами. На вістрі три золотих дубових листки, два і один. Герб вписаний в золотий декоративний картуш і увінчаний золотою сільською короною. Унизу картуша напис «ВОЛОДИМИРІВКА».
Дубові листки — символ дубових лісів, рала — символ сільського господарства.

### Прапор
На квадратному жовтому полотнищі від верхніх кутів до середини нижньої сторони виходить зелений клин, супроводжуваний по сторонам двома чорними ралами. На клині три жовтих дубових листки, два і один.